# Slavonija i Baranja
Slavonija i Baranja, istočni dio Hrvatske koji obuhvaća Slavoniju i Baranju. U bivšoj Jugoslaviji to se ime 70-ih i 80-ih godina 20. stoljeća obično odnosilo na Zajednicu općina Osijek.
U Republici Hrvatskoj teritorij Slavonije i Baranje razdijeljen je uglavnom između pet županija: Vukovarsko-srijemska, Osječko-baranjska, Požeško-slavonska, Virovitičko-podravska i Brodsko-posavska.
Slavonija i Baranja naslov je i više monografija o Slavoniji i Baranji, npr.
- Marin Topić i Zvonko Maković: "Slavonija & Baranja", Osijek, 2005, 272 str. (ISBN 953-99365-1-9).

Neke monografije nose naslov "Slavonija" iako obrađuju Slavoniju i Baranju, npr.
- "Slavonija", Privredna komora Slavonije i Baranje i "Litokarton", Osijek, 1980.

## Vanjske poveznice
- Regionalni portal Slavonije i Baranje